# Sveriges förhistoria
Sveriges förhistoria brukar räknas från tiden då de första bosättarna kom till Sverige efter istidens slut tills medeltiden inleddes med kristnande och införandet av stenarkitektur och en ökande skriftlig dokumentation.

## Perioder

Tätheten hos fornlämningar utgör bara en indikation men kan försiktigt användas för att se den förhistoriska befolkningstätheten. I Uppland, Västmanland och Bohuslän finns flest fornlämningar per ytenhet. Antalet fornlämningar i s.k. fullåkersbygder är lägre för att fornlämningar har odlats bort i stor utsträckning.

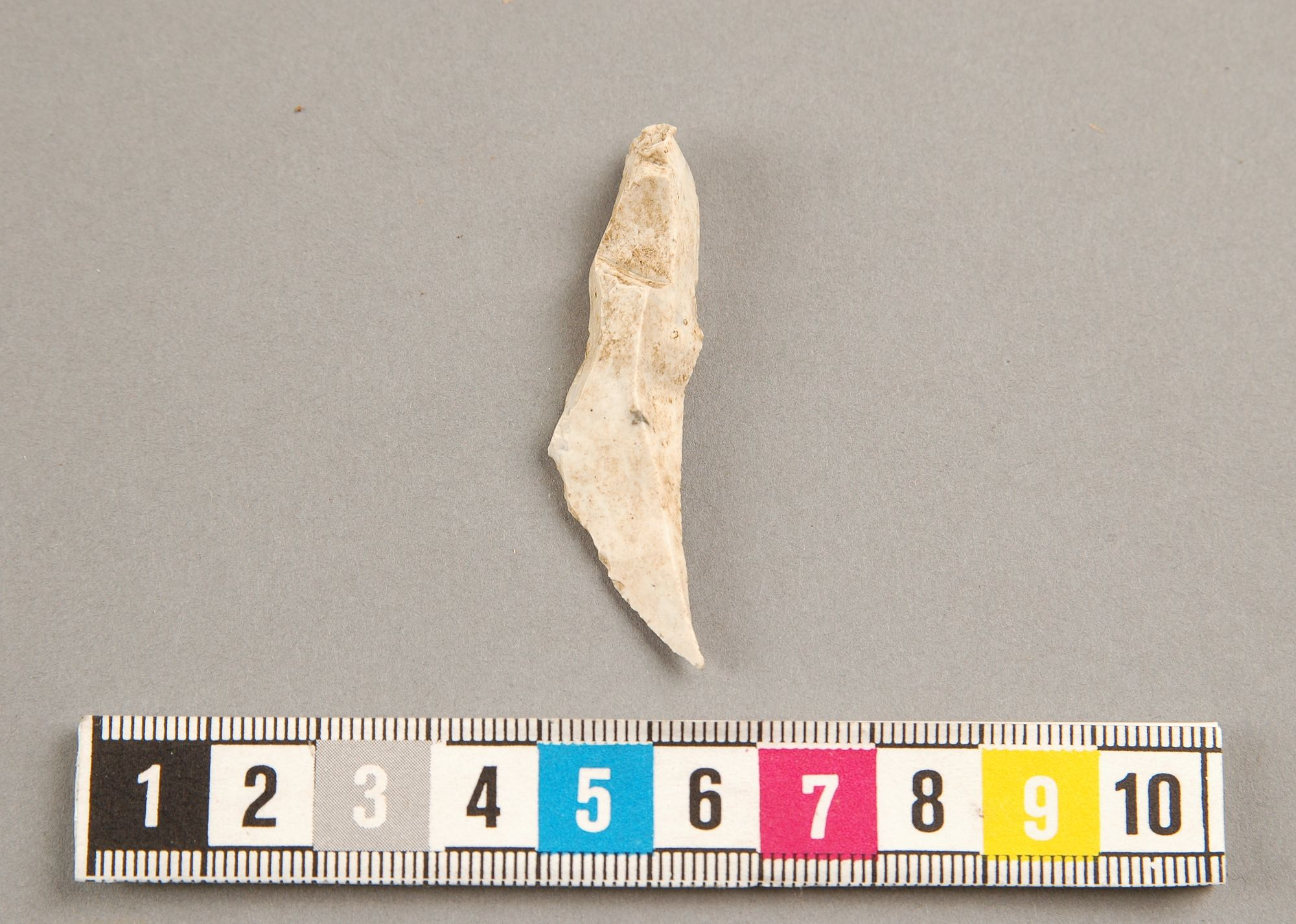
Kniv av flinta 11999 f.Kr.–4000 f.Kr., Balltorp, Västra Götaland.

### Stenåldern
Grundvalen för den förhistoriska tidsindelningen är sedan 1800-talet det så kallade treperiodsystemet (stenåldern, bronsåldern och järnåldern). Systemet, som grundade sig på teknologin vid redskapstillverkningen, har blivit grundläggande i rekonstruktionerna av den förhistoriska kronologin.
Andra upplagan av Nordisk Familjebok inleder uppslagsordet Stenåldern, arkeol., den del af den förhistoriska tiden, då människan ännu tillverkade hufvudmassan af skärande redskap och vapen af sten, alltså innan hon ännu lärt sig att använda metallerna. Jämte sten (flinta, diorit, diabas, obsidian, nefrit, jadeit, serpentin m. m.) användes i stor utsträckning ben och trä som material för både verktyg och vapen. Stenåldern indelas vanligen i paleolitisk och neolitisk tid. Den förra motsvarar en del af istiden och dess slutfas.(äldre stavning)
Stenåldern delas i Sverige in i tre delar: Paleolitikum (äldre stenålder), Mesolitikum (mellanstenålder) och Neolitikum (yngre stenålder).
I Sverige är fynden av rena kopparföremål så få att man inte räknar med en kopparålder innan bronsåldern tog vid.
En annan uppdelning som förekommer är jägarstenåldern för tiden då människan levde av jakt och fiske, och bondestenåldern, för tiden då jordbruket blev människans huvudinriktning. Försörjningsbasen i samhället är indelningsgrunden men eftersom samhällen baserade på jakt, fiske och insamling levde kvar in i neolitikum är indelningen oklar. Termen äldre stenålder är svensk variant, då paleo betyder äldre och neo betyder yngre. Mesolitikum heter mellanstenålder med en svensk term.

## Paleolitikum (ca 12000 f.Kr.–10000 f.Kr.)
Nedisningarna under pleistocen medförde att inlandsisen rensade landskapet rent från äldre lösa avlagringar och den avsmältande landisen täckte mycket av landskapet i nybildade kvartära sedimentlager av olika djup. Dessa består av både äldre omlagrade sediment som nybildade. Eftersom inlandsisen täckte hela landet finns inga odiskutabla fyndplatser från tidig- eller mellanpaleolitikum i Sverige. Sydvästra Jylland i Danmark var inte täckt av den senaste istiden och man har där gjort fynd av splittrade ben från mellanistiden. I Finland har man i Varggrottan gjort fynd av föremål, som enligt Hans-Peter Schulz skulle vara från mellanistiden. Sveriges förhistoria börjar såvitt känt under Alleröd-interstadialen omkring år 12 000 f.Kr. Då byggde människor tillhörande Brommekulturen renjägarläger vid isens rand i det som idag är Skåne. Människor fortsatte att befolka landet medan isen drog sig tillbaka. Arkeologiska och genetiska data visar att landet först befolkades från sydväst. Några tusen år senare anlände även jämförelsevis mindre grupper från öster, runt om Östersjöns nordsida.
I början på 1900-talet gav den geologiska forskning utförd av Gerard De Geer besked om beräknad tid för landisens avsmältning genom en omfattande undersökning av de varviga leror, som avsattes på havsbottnen, men numera till följd av den starka landhöjning befinner sig på fast land. Hans lärjunge Ragnar Lidén har med samma metod räknat årsvarven i Ångermanälvens sediment från istidens slut till nutiden. Tillsammans ha de båda forskarna funnit att ungefär 13 000 år förflutit sedan den tid, då isranden stod över Skåne, att densamma omkring 3 000 år senare befann sig över mellersta Sverige  och efter ytterligare 2 000 år hade nått mellersta Norrland, där den sista landisresten låg över södra Jämtland och norra Ångermanland. Mot fjällryggen uppdämde denna isbarriär en stor insjö. Från tidpunkten, då denna insjös vattenmassor sprängde isryggen och tömde sig, räknar De Geer den postglaciala tiden som då omfattar omkring 8 000 år. Lervarvskronologin överensstämmer mycket väl med moderna C-14 dateringar av skeendet.
Så snart Sverige längst i söder befriats från istäcket, invandrade över den sammanhängande landbrygga, som det nuvarande Danmark då bildade mellan kontinenten och Skåne, en arktisk växt- och djurvärld, bland annat renen. Mellaneuropas renjägare följde efter sitt norrut vikande villebråd till södra Sverige.
En viktig konsekvens av isens tillbakagång var kontinuerlig landhöjning medan jordskorpan återhämtade sig från det istryck som pressat ned den. Sveriges dåtida kustlinje löpte helt annorlunda på grund av den sedan dess skedda olikformiga landhöjningen. Särskilt i mellersta Sverige och Norrland var skillnaden högst betydlig. I Göta älvs dalgång gick en havsvik ända upp till Trollhättan. Mälar- och Hjälmarlandskapen låg till stora delar under havsytan Uppland så gott som fullständigt. Dalälven var havsvik ända upp till Krylbotrakten. Landhöjningen var till en början mycket snabb, men fortsätter än idag fast långsammare. Det fick konsekvensen att bosättningar som från början låg vid kusten har "sorterats" kronologiskt enligt sitt höjdläge. I till exempel Stockholmsområdet befinner sig därför de äldsta säljägarplatserna på bergstoppar en bit inåt landet. Medan man rör sig nedåt mot havsytan, så finner man gradvis platser som bosattes senare och senare. Noteras bör dock att Svealand inte har några paleolitiska boplatser.
För de äldsta boplatserna är den dateringsmöjligheten svårare. I Skåne har i stället en landsänkning inträffat, och de äldsta kustboplatserna finns idag under havsytan. Efter västkusten, dit de första människogrupperna tog sig därnäst, har blandade landhöjningar och landsänkningar gjort att några av de äldre boplatserna översvallats och senare överlagrats med senare boplatser som exempel Sandarna.
Den första säkra paleolitiska boplatsen i Sverige, som grävdes ut, var Segebro, strax norr om Malmö. Platsen undersöktes av antikvarien Bengt Salomonsson vid Historiska museet i Lund 1960. Landskapet vid Sege å är flackt. Utgrävningsplatsen var en svag sluttning mellan ån och en mindre förhöjning. Boplatsens mittpunkt var cirka 35 meter väster om åns nuvarande lopp. Bosättningens läge var nära vattendraget som nära följt nuvarande Sege ås lopp. I senglacial tid var platsen ett sandigt näs. Fynd kom från ett sandlager troligen strandsediment. Övre delen av lagret bildades då vattenytan sjönk vid isens tillbakadragande. Vattnet var troligen den senglaciala havsvik som gick ner i nuvarande Öresund. Fynden tolkades ha uppkommit genom aktiviteter av en mindre grupp människor och att fynden avsatts under en kort tidsperiod, kanske bara en enda säsong. Fyndfördelningen av bearbetad flinta är oval, ca 7,0 x 5,0 meter. Bengt Salomonsson tolkade fyndkoncentrationen som en hyddbotten. Hyddans botten har i storlek och form paralleller med de senpaleolitiska bosättningarna Deimern 45 i Nordtyskland och Borneck-Mitte i Schleswig-Holstein. Totalt hittades 2 470 flintor tillhörande den senpaleolitiska bosättningen  Materialet har direkta likheter med danska material från Brommekulturen. Merparten av avslagen och spånen nyttjades inte och få redskap har retuscherats. Råmaterialet var sydsvensk senonflinta och danienflinta. Brommekulturens flintteknologi ger bilden av  en slösaktig råmaterialekonomi.
Boplatsen Segebro 2 är en fyndlokal, omkring 400 meter ostnordost om Segebro 1. Carl-Axel Althin har benämnt den "Malmö, Site No 8" I flintmaterialet från platsen finns en smal spånpilspets, en tångepilspets, en zinkenliknande kärnborr samt en skrapa. På samma plats har amatörarkeologen Sven Persson påträffat flintor av senpaleolitiskt ursprung. Denna fyndsamling har flera stora zinken, samt ett mycket korta och breda tångespetsar. Materialets sammansättning kan dateras till Hamburgkultur. Materialet kombinerar zinken, en gravettespets och en spånskrapa från en tvåpolig kärna. Materialet ger belägg på förekomsten av Hamburgkulturen i Skåne. Senare har fynd av Hamburgkultur också gjorts vid Finjasjön.

## Mesolitikum (10000 f.Kr.–4000 f.Kr.)
Senpaleolitikum övergick i den första fasen av Mesolitikum (mellanstenåldern, tiden mellan äldre och yngre stenålder) omkring år 9 300 f.Kr. Denna tidsålder indelas i Sydskandinavien in i tre perioder: Maglemose-, Kongemose- och Ertebølle-perioderna. Dessa tre namn kommer från danska typboplatser som gett namn åt de olika skedena. Terminologin är inte tillämpbar utanför sydskandinavien och andra förhållanden råder på västkusten och i östra Mellansverige för att inte tala om Norrland.
Befolkningen levde i små grupper av jägare-samlare-fiskare, ofta kallade bands, med en term från socialantropologin. Flinttekniken var baserad på spån från så kallade handtagskärnor som trycktes ut från kärnorna med en tryckstock. De större spånen kunde sedan omformas till knivar, skrapor men också till så kallade mikroliter. Den mikrolitbaserad flintteknologi användes för att göra pilspetsar, under Kongemose var oftast trianglar och trapetsformade så kallade snedpilar medan Ertebölle kännetecknas av rakare tvärpilar. Mikroliterna kunde också göras lancettformade för att fästas på benspetsar som flinteggar. Denna typ av flinteggspjut / fågelpilar var vanligast  under äldre tid i Maglemose. I de områden där flinta inte fanns tillgänglig användes bland annat kvarts som har ett sätt att splittras som liknar flintans och eggarna blir skarpa. Kvarts är dock mer svårbearbetat. Kvarts kom till användning så långt söderut som Norra Skåne och Småland. 
Bäst kända är mossboplatserna från Maglemose- och Kongemosetid. Det var mindre boplatser belägna vid igenväxande sjöar som var goda miljöer för fiske, jakt och insamling. Mossarna har också lämnat goda bevaringsförhållanden så att trä och ben har bevarats vilket gett fynd av träarbeten som pilbågar och paddlar, skålar osv. Benmaterialet från Maglemose var så stor att kulturen var känd som Benåldern under tidigt nittonhundratal. 
Strandboplatserna från denna tid är numera ofta dränkta i havet på grund av högre vattenstånd i havet. Ertebölleboplatserna är oftast dessa havsboplatser och i Danmark var de ofta så kallade köckenmöddingar/affaldsdynger, som ofta utmärks av stora ansamlingar av mussel- och ostronskal i vilka man finner andra ben, eldstäder och ibland även gravar. Boplatserna från denna tid är betydligt större och har haft större grupper boende där. Man måste värdera detta med omsorg då mossboplatserna troligen inte varit basboplatser utan säsongsboplatser för mindre grupper. Under lyckliga omständigheter finner vi dessa kustboplatser. Kjellmark undersökte en sådan sen mesolitisk boplats i Littorinavallen vid Limhamn som hade bevarats inlagrad i vallen och överlagrad av en senare bildad strandvall. Andra skånska exempel är Skateholm där det vid en forntida lagun har hittats flera mesolitiska bosättningar och tillika med gravfält. Vid byggandet av västkustbanan fann man ytterligare en vid Tågerup söder om Landskrona, även den med begravningar. Under den senare Ertebölleperioden uppkom semipermanenta basboplatser med keramik och platser för begravningar. Det var troligen ett storskaligare fiske med nät och fångstfällor skapade av tusentals käppar som möjliggjorde dessa större basboplatser (fiskelägen är ingen bra benämning). Men det är att observera att i Blekinge vid Norje Sunnansund har hittats resterna av syrad fisk i så stora mängder att det redan då kan ha funnits större befolkningsgrupper på vissa platser. Nära denna boplats i Ljungaviken vid Sövesborg har man grävt en vinterbasboplats 8 400 år gammal av betydande storlek där de fasta husen var byggda av timmer. Platsen kommer att förändra synen på jägarstenåldern i hela norra Europa säger utgrävarna.
Den äldre stenålderskulturen i Västsverige delades in i tre kulturer: Hensbacka, Sandarna och Lihult. I östra Mellansverige finns ingen namngiven arkeologisk kultur under tidigmesolitikum och färre tidigmesolitiska boplatser är undersökta och avrapporterade i denna del av Sverige. Dock har det sedan början av 1990-talet och framåt påträffats ett stort antal boplatser, som förmodas vara från denna tid, vid inventeringsinsatser. Boplatserna har framförallt påträffats på Södertörn, i Kolmården och i Hälleforsnästrakten. Generellt kan sägas att redskap från allra första början tillverkats i kvarts framförallt genom direkt plattformsmetod (även om också flinta och andra bergarter påträffats i tidigmesolitiska kontexter i östra Mellansverige). Troligen livnärde man sig i mycket hög utsträckning på säljakt under tidigmesolitikum i den östmellansvenska skärgården.
Västkustens och östra Mellansveriges utveckling beskrivs närmare i artiklarna om Sverige under mesolitikum.
I Norrland har mesolitiska boplatser hittats bland annat i Kangos i Pajala kommun (ca 9 900 år gammal)  och vid Dumpokjauratj i Arjeplogs kommun (från ca 7800 f.Kr.). Ren verkar ha varit det viktigaste bytesdjuret på båda ställena, av benmaterial att döma. Det har föreslagits att nordligaste Norrland koloniserats från norr och att det kan finnas en koppling till Komsakulturen. Teorin om en invandring från nordost har bekräftats av moderna DNA analyser. Dessutom verkar delar av den sydskandinaviska flinttekniken ha sina rötter österut i den ryska Butovokulturen. Sverige har befolkats allt eftersom landet blivit isfritt vilket betydde att Sydsverige och västkusten befolkades tidigt men också att allra nordligaste Lappland befolkades tidigt då isen där försvann tidigare än längre söderut i Lappland.

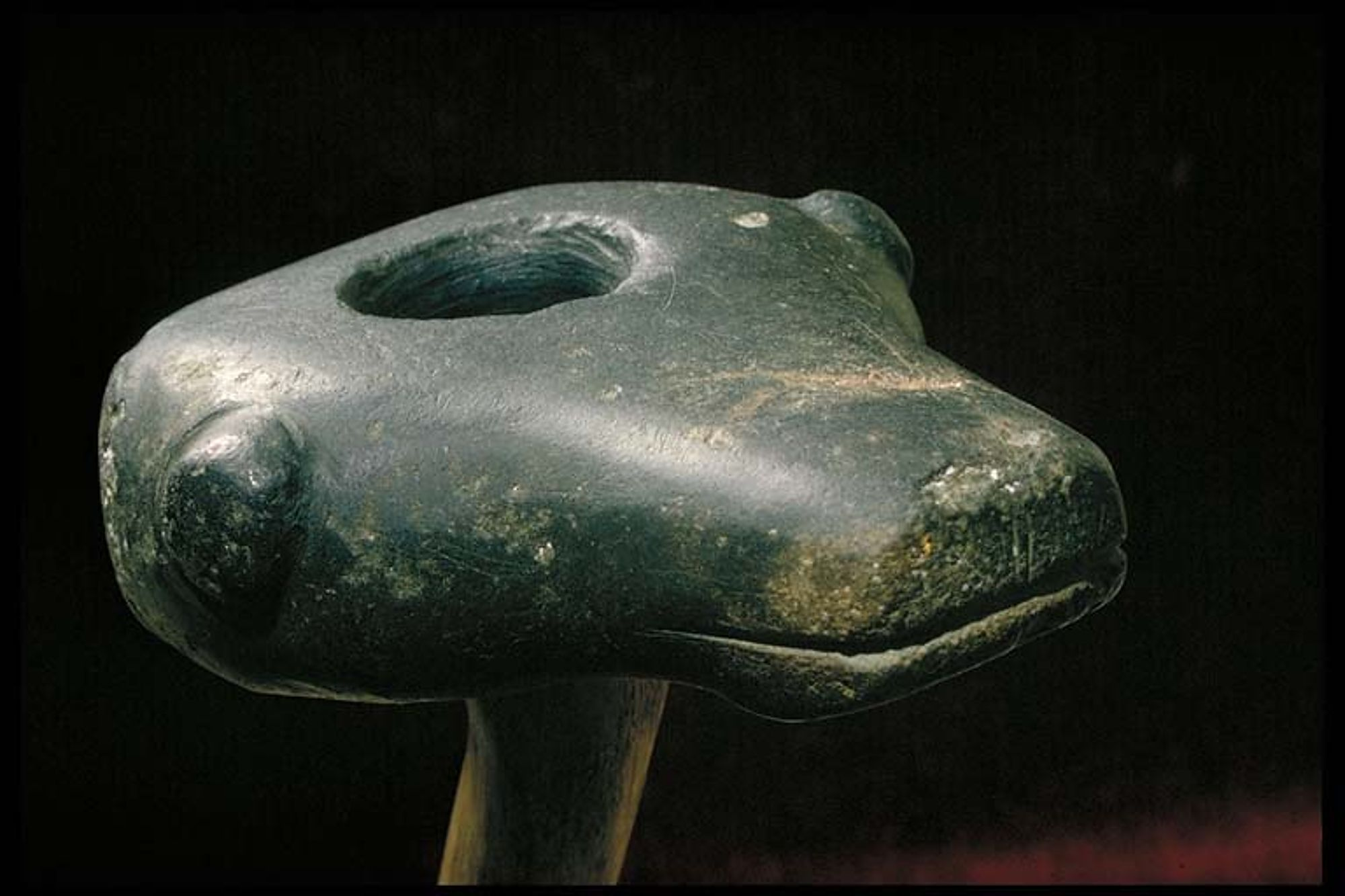
Djurhuvudformad klubba 3999 f.Kr.–1700 f.Kr. Stora Vika, Stockholm.

## Neolitikum (4000 f.Kr.–1700 f.Kr.)
Jordbruk och djurhushållning, tillsammans med megalitiska monument, polerade flintyxor, avancerat utformade skafthålsyxor och dekorerad keramik, förs in från kontinenten i och med uppkomsten av trattbägarkulturen (TRB) omkring 4000 f.Kr. Enstaka kopparföremål, i form av vapen och smycken, förekommer också liksom smycken av bärnsten. Om denna övergång skedde genom kulturell överföring eller migration är föremål för debatt men nyare (2009) populationsgenetiska data tyder på att migrationshypotesen har fog för sig. Andra argument för invandring är att jägarstenålderns avslutande kultur upphörde i det närmaste helt, utan spår inom TRB, vilket vore förväntat om det var den lokala befolkningen som genomförde denna förändring för sin egen skull. Utifrån den extremt snabba spridningen av de äldsta ledartefakterna i hela södra Skandinavien, finns det anledning att anta att denna neolitiska revolution genomfördes under ett enda århundrade i hela Danmark och den södra tredjedelen av Sverige samt den norska kustzonen i söder. I stora delar av Danmark samt vissa kustområden i Sverige byggdes ett stort antal megalitgravar. Befolkningen i landets nordligaste två tredjedelar behöll ett i huvudsak mesolitiskt levnadssätt fram till det första årtusendet före Kristus. Här utvecklades den s.k. skifferkulturen med en höjdpunkt cirka 3330–2000 f.Kr. Denna kännetecknas av slipade skifferspetsar och skifferknivar samt slagna kvartsit- och kvartsartefakter.
En svårlöst fråga utgör uppkomsten av den gropkeramiska kulturen (GRK) runt 3300 f.Kr., när man enligt många forskare återgick till en jägar- och fiskarekonomi, efter några hundra år med jordbruk. Den gropkeramiska kulturen dominerar på Gotland, vars gravar och boplatser endast finns längs den dåtida kusten medan pollenanalyser antyder en fortsatta aktivitet av boskapsskötande människor. Denna kultur finns också sporadiskt längs kustbandet i hela sydöstra Sverige. Kulturen hette Östsvensk boplatskultur från början. GRK började cirka 3300 f.Kr. och var samtida med den svensk-norska Stridsyxekulturen 2800-2400 f.Kr. GRK:s uppkomst ansågs av processuell arkeologi återspegla en ändrad ekonomi bland tidigare jordbrukande folk. Befolkningen började ägna sig åt marin jakt och fiske med mindre inslag av kvarlevande jordbruk. Men idag beskrivs kulturen som följden av immigration från nordöst, vilket stämmer bra med att kulturen tog sin början i östra Mellansverige. GRK:s befolkning blandade sig inte med jordbrukande folk under lång tid. Till grund för denna syn ligger studier av  mitokondriellt DNA hos ett antal individer ur den gropkeramiska kulturen respektive trattbägarkulturen från respektive Gotland och Västergötland. Dessa studier indikerar  att dessa två kulturer var av olika genetiskt ursprung.
Omkring år 2800 f.Kr. efterträddes trattbägarkulturen av stridsyxekulturen, en lokal version i Sverige-Norge av den snörkeramiska kulturen som etablerades i stora delar av nordöstra Europa. Återigen är det omstritt om förändringen berodde på överförd kunskap och idéspridning eller om det berodde på någon form av migration och förflyttning av betydelsefulla människor från kontinenten. Genetiska studier talar för att individer med ursprung på de östeuropeiska stäpperna för cirka 4 800 år sedan gjorde en större migration av den så kallade Jamnakulturen till Europa och Sydasien. Dessa  människor associeras till den snörkeramiska kultur och spridningen av indoeuropeiska språk. Deras kroppslängd var stor och de hade troligen bruna ögon, mörkt hår, ljus hy, och tålde mjölk som vuxna. De migrerande grupperna dominerades av män. I strider med Europas tidigare bönder, decimerades män i den äldre bondekulturen som redan tidigare hade decimerats av en pestepidemi. Jamnakulturens män lämnade sitt genetiska arv genom de tidigare böndernas döttrar. Migrationen gav på så sätt upphov till stridsyxekulturen i södra Sverige-Norge. Arkeologin har i stort sett lämnat teorin om en inhemsk utveckling av stridsyxekulturen grundad på religiös förändring och ett mer individualistiskt levnadssätt som Mats P Malmer till att åter tro på en våldsammare invasion av stäppnomader. En teori som är välkänd sedan början av 1900-talet (se Kurganhypotesen helst på engelska wiki) men idag är bättre underbyggd på grund av genetikens utveckling.
De personer som upprätthöll Stridsyxekulturen respektive den gropkeramiska kulturen samexisterade som distinkta men klart åtskilda kulturer till omkring år 2400 f.Kr. när områdena assimilerades men utan större spår av den gropkeramiska kulturen.  De båda kulturerna ersattes av en relativt homogen senneolitisk kultur. Denna kultur skapade något av de mera tekniskt avancerade flinthantverket i den skandinaviska förhistorien. Flathuggna flintdolkar och pilspetsar med urnupen bas är exempel på detta. Under denna tid byggdes de sista stenkammargravarna nu i formen av Hällkistor. Andra vanliga fynd från denna till är skäror och enkla skafthålsyxor som var en typ av arbetsyxa och den hade bara skafthålet gemensamt med stridsyxan.

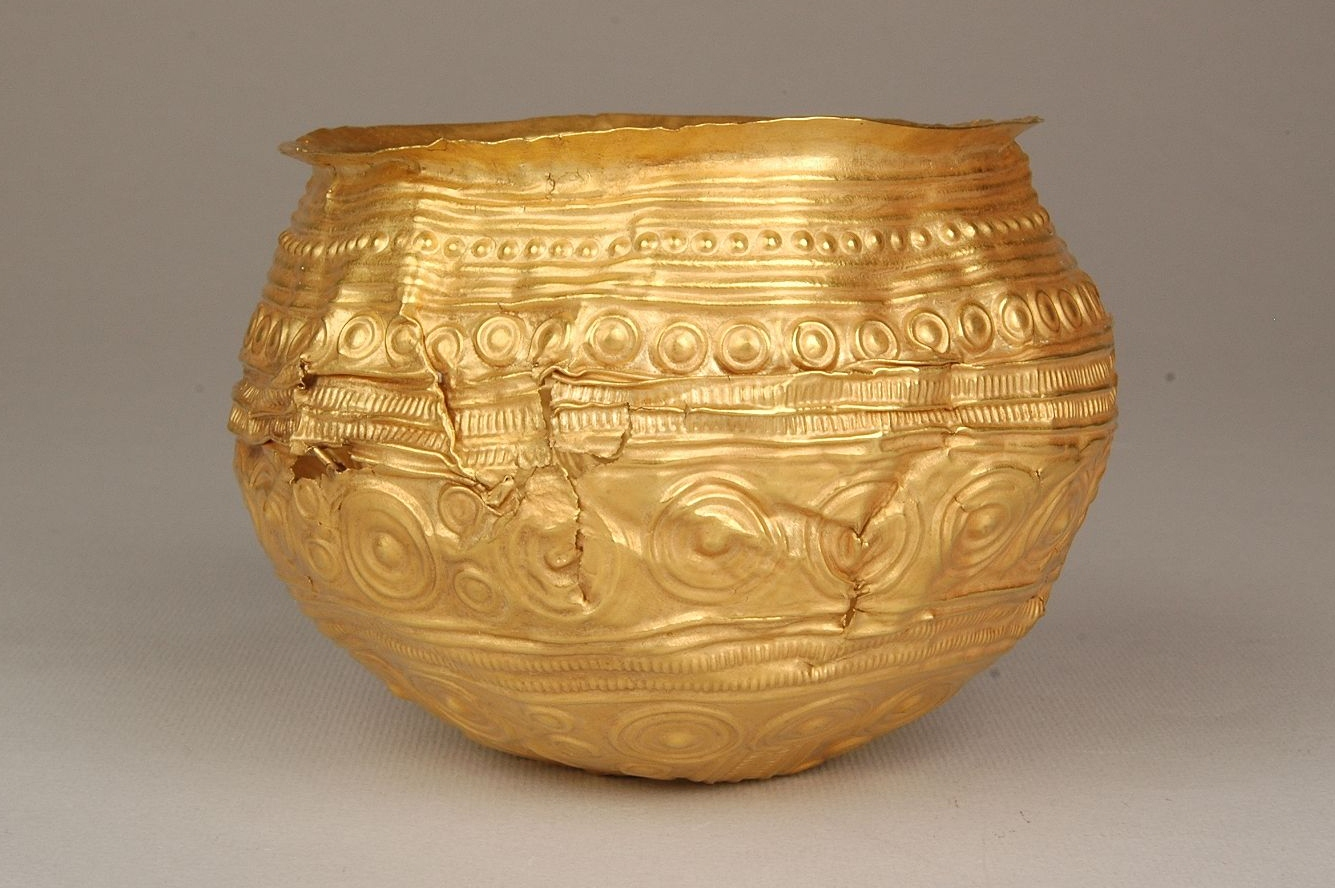
Blekingeguldskålen från 1000 f.Kr.

## Bronsåldern (1700 f.Kr.–500 f.Kr.)
Den första perioden av bronsåldern var främst en fortsättning av senneolitikum och det var först vid övergången till period II runt 1500 f.Kr. som hällkistorna ersattes av bronsålderns högar och rösen, samtidigt som föremål av flinta och andra bergarter minskade i betydelse till förmån för bronsföremål. Precis som i tidigare skeden är förekomsten av vapen och smycken dominerande i gravgåvor och depåer, och den skandinaviska bronsåldern uppvisar en självständig utveckling som är av betydande omfattning.
Orsaken till den rika förekomsten av brons, med inslag av guld i den nordiska bronsåldern är inte säkert klarlagd, men en teori är att exporten till södra Europa av bärnsten var mycket betydelsefull. Flera andra artiklar som skinn hudar av nordiska djur utrotade på kontinenten och slavar har diskuterats. Redan under äldre bronsålder (period II-III) började järn förekomma, men var extremt sällsynt, för att sedan öka något under yngre bronsålder. Järnet saknade däremot betydelse för samhället före järnåldern.
Vid övergången period III/IV runt 1100 f.Kr. ändrades gravskicket. Man kremerade då allmänt sina döda och då minskade byggandet av stora högar och rösen men det betyder inte att de helt upphörde. I nordvästra Skåne och Halland byggs högar ibland med skeppsformiga stensättning i högarna. Ett exempel är Lugnarohögen. Även Hågahögen är från yngre bronsåldern. 
Begravningar där man kremerade den döde blev allmän norm. Gravkärlen sattes ner i gropar under markytan, ofta utan idag bevarade synliga gravmarkeringar. Ofta var den dödes aska samlad i urna eller annan typ av kärl, ibland omgiven av mindre stenkista som skydd. Det var inflytande från den kontinentala Urnefältskulturen som initierade förändringen. Gravarna  var samlade i gravfält, oftast små gravfält, men det förekom också efterbegravningar i hällkistor och sekundärgravar i högar och rösen. Gravfält blev sedan vanligare under allra sista delen av bronsåldern och dominerar sedan under järnåldern.

## Järnålder

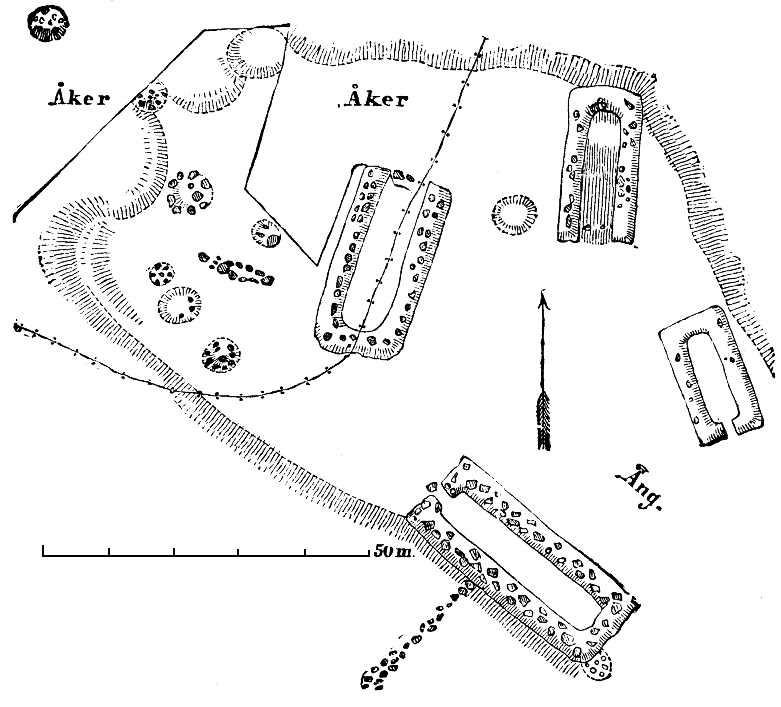
Ruiner av svensk boplats med flera hus (samt gravar i bildens vänstra del) från järnåldern

I Sverige dyker de första importerade järnföremålen upp på 1100-talet f.Kr. Järnet används främst som ett billigare alternativ till den exklusivare bronsen. Först sedan man lärt sig utnyttja järnets fördelar i vapen och redskapstillverkning, brukar man tala om en verklig järnålder. Någon skarp gräns mellan perioderna finns inte. Även i norra delarna i det arktiska Skandinavien tillverkades järn tidigt för 2000 år sedan.

### Kronologiska perioder
I Skandinavien delas perioden in i äldre järnåldern till och med romartidens slut och yngre järnåldern från och med folkvandringstidens början omkring 400 e.Kr.
| Beteckning           | Tidsperiod          |
| -------------------- | ------------------- |
| Äldre järnålder:     |                     |
| Förromersk järnålder | 500 f.Kr. - 1 f.Kr. |
| Romersk järnålder    | 1 e.Kr. - 400 e.Kr. |
| Folkvandringstid     | 400 - 550 e.Kr.     |
| Yngre järnålder:     |                     |
| Vendeltid            | 550-800 e.Kr.       |
| Vikingatid           | 800-1050 e.Kr.      |

### Förromersk järnålder (500 f.Kr.–Kristi födelse.)

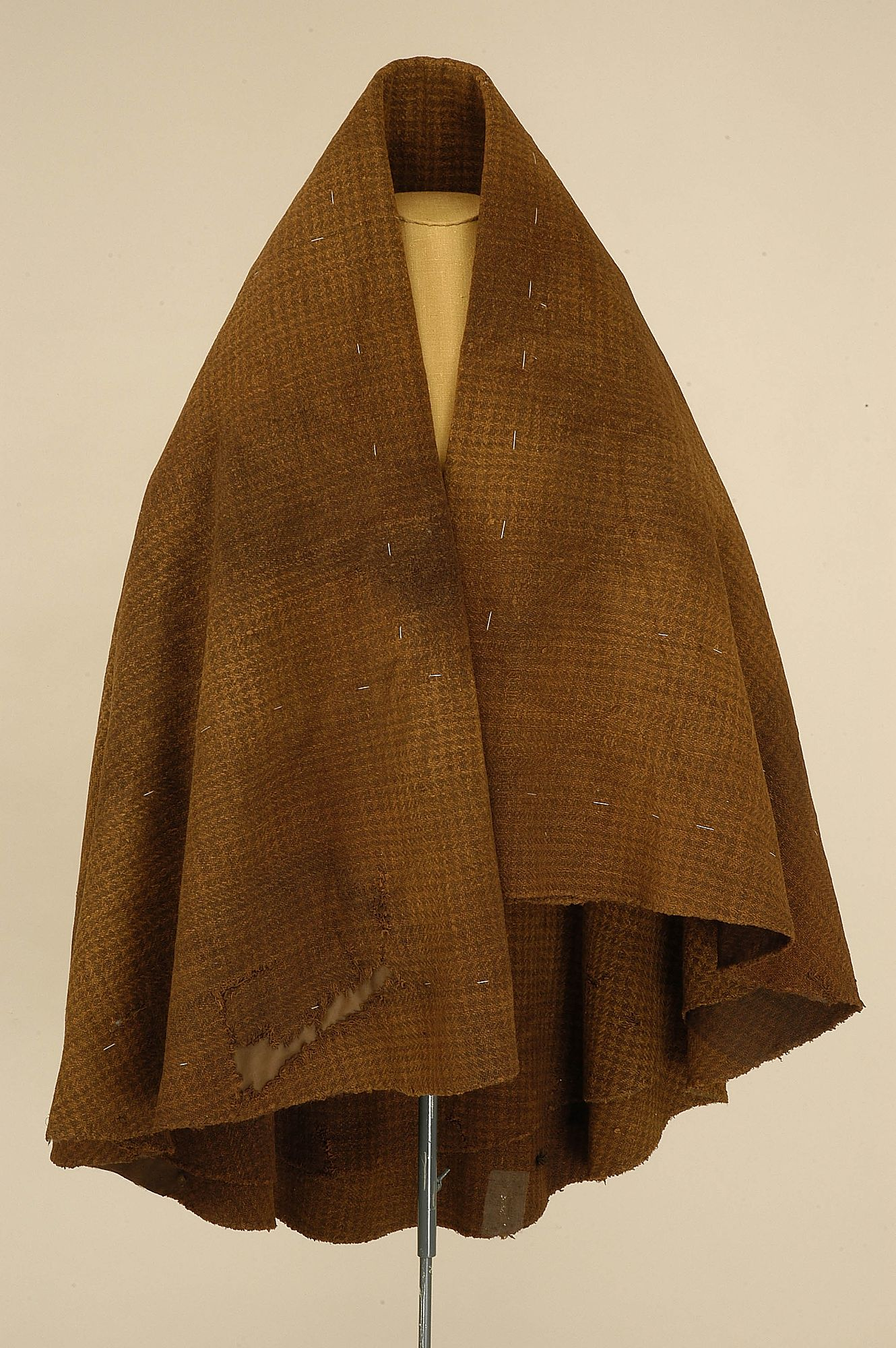
Gerumsmanteln är ett klädesplagg daterad till 360-100 f.Kr., hittad i Västergötland.

Övergången till järnålder runt 500 f.Kr. skedde före en markerad kallperiod i mitten av 400-talet f.Kr. Då tiden växlar från bronsålder till förromersk järnålder börjar järn användas i stället för brons. Förutom järn kan bland spåren från övergångstiden också märkas i användandet av nytt gravskick, där kremering får en ökad betydelse och gravgåvorna blir färre (nästintill uteblir). Man slutar deponera metallföremål i brandgravarna. Tidigare kunde inte dessa fyndtomma gravar dateras men C14 har löst detta problem i arkeologin. De tidigaste föremålen av järn som deponeras i gravar är mindre nålar som svanhalsnålar. 150 år före Kristi födelse förekommer mera fynd av skilda föremål som gör att den verkliga järnåldern börjar. Andra fynd från denna period är offer- och depåfynd, som ökar i antal, och det gör också vapengravar. Gerumsmanteln dateras numera till förromersk järnålder mot tidigare antagen bronsålder, 400–200-talet f.Kr.
Den förromerska järnåldern kallas även keltisk järnålder, brukar räknas från 500 f.Kr. till Kristi födelse. Denna period delas in i tre perioder:
1. Ca 500 – 300 f.Kr.
2. 300 f.Kr. – 150 f.Kr.
3. 150 f.Kr. – Kristi födelse

Den tredje perioden kan vidare delas in i undergrupperna 3a och 3b.

### Romersk järnålder (Kr.f.–375 e.Kr.)
I Sverige kallas perioden från Kristi födelse till 400 e.Kr. för romersk järnålder. Perioden indelas arkeologiskt i en äldre och en yngre del, skilda av en tydlig förändring i den materiella kulturen som tycks ha ägt rum under 150-talet e.Kr. Perioden har fått sitt namn av ett kraftigt inflytande från det romerska riket som gjort sig gällande i Nordeuropa utanför Roms gränser.
Med de växande kontakterna mellan Romarriket i söder och de germanska samhällena i Mellaneuropa påverkades även de nordeuropeiska samhällena starkt. Många romerska föremål har påträffats, särskilt ymnigt och variationsrikt på Själland. Ibland kan artefakter, som exempelvis bägare av glas, vara bättre bevarade i Norden än i Sydeuropa då de i romarriket användes som bruksföremål men här sparades som lyxföremål och lades ner i gravar.
Det Romerska rikets expansion och germanstammarnas spridning gjorde att kontakterna dem emellan ökade väsentligt de närmaste århundradena efter Kristus. Bland annat sände romarna expeditioner under Augustus ända till Elbes mynning. Slaget vid Teutoburgerskogen år 9 e.Kr. stoppade den romerska expansionen mot norr. Romarna inriktade sig därefter mera på diplomatiska metoder att bygga allianser med germanska folkstammar och deras ledare. I sin 98 e.Kr. skrivna Germania omtalar Tacitus för första gången i bevarad skrift  svionernas (svearnas) stam. Tacitus skrift förtäljer om svearnas skepp, och han berättar att folket inte hade rätt att bära vapen i fredstid.
Flera viktiga nya bättre redskap kom till det dåvarande Sverige under denna tid, och även metoder för jordbruket. Den äldre 24-typiga runraden, vilken troligen utvecklades ur alfabeten i det östra medelhavsområdet. Med runorna kom de första skriftliga informationerna men det skulle dröja till efter år 1000 innan skriftliga beläggen var så många att man kan tala om en egentlig historia. Många av de äldsta runinskrifterna har hittats i Skandinavien, bland annat världens äldsta futhark på Kylverstenen från Gotland. Svingerudsstenen i Norge är världens äldsta kända runsten. Stenen hittades 2021 och 2022 men upptäckten blev känd först i januari 2023. Den har daterats till  perioden år 1 till är 250. Enligt upphittarna finns ett namn, Idiberug, på stenen.
I det som senare skulle bli Sverige har påträffats lämningar efter blästbruk i olika delar av landet. De flest lämningarna består av blästerugnar, slagghögar, kolningsgropar och depåer av smidbart ämnesjärn på boplatser, som ofta finns i närheten av myrar och järnrika sjöbottnar, varifrån sjö- eller myrmalm (limonit) kunde insamlas. Exempelvis skedde omfattande järnproduktion längs med älven Ljungan i Jämtland och västra Medelpad. Produktionen minskar i omfattning kring år 500 e.Kr. sannolikt till följd av konkurrens från järnproduktion som då uppstått i Gästrikland och sydvästra Hälsingland. I södra Sverige utvinns järn i norra Skåne, Halland och Småland.

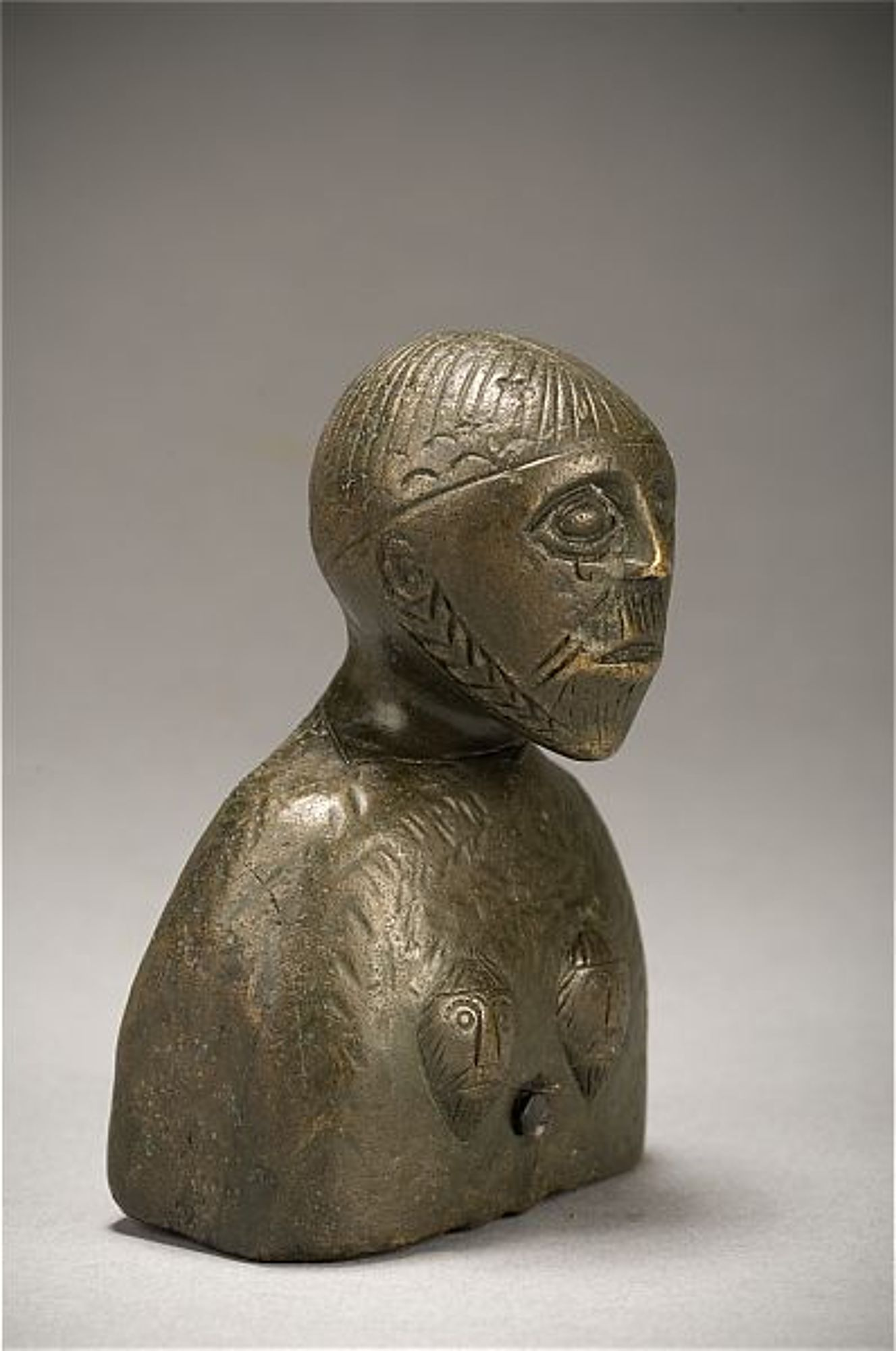
Albökemannen från Öland har tillverkats under yngre romersk järnålder eller folkvandringstid (200–550 e.Kr.).

### Folkvandringstiden (400 e.Kr.–550 e.Kr.)
Huvudartikel: Folkvandringstid
Folkvandringstiden är en historisk epok under första årtusendet e.Kr. Den karaktäriseras av att flera olika folkstammar förflyttade sig över den europeiska kontinenten. Den germanska folkvandringen hade störst betydelse för Västeuropa och infaller mellan åren 375 och 568. Årtalen reflekterar den vanliga indelningen att låta perioden inledas med hunnernas anfall mot ostrogoterna och avslutas med langobardernas infall i Italien. Bland övriga grupper som deltog i folkvandringen kan nämnas slaviska, bulgariska och ungerska stammar. De hade en avgörande betydelse för Östeuropas vidare historiska utveckling.
Sverige under folkvandringstiden dateras dock oftare i Sverige till 400-550 e.Kr. Nordens guldålder är en annan benämning som syftar på att guldskatterna i fyndmaterialet är talrika. Fynden av guldhalskragar i filigranteknik utgör tre stycken: Färjestaden på Öland, och Ålleberg och Möne i Västergötland. Gotland särställning markeras av rika fynd. Bildstenarna som är gjorda av kalksten finns bara på Gotland och saknas på fastlandet. Götaland och Svealand och bland annat Öland och Gotland har tecken på avfolkning under perioden. Många fornborgar och nedgrävda skatter ger bilden av oroliga tider men orsakerna till guldfynden och fornborgarna är omdiskuterade. Rika hövdingagravar med flera guldföremål och stora monument som bildstenar vittnar om att vissa grupper hade omfattande resurser.
Jordanes och Prokopios uppgifter om goter och heruler har tolkats som att de utvandrat från södra Skandinavien. Men frågan är komplicerad och forskare har helt olika uppfattningar i frågan. Nedgången i bebyggelsen förklaras ibland med utvandring, och guldfynden tolkas som hemsänt krigsbyte eller solidi utbetalda som lön i den romerska armen. Inga skriftliga källor bekräftar dessa osäkra slutsatser. Flera av de svenska arkeologerna anser numera att övergivna bebyggelser på Öland och Gotland har sin grund i förtätade byar och omläggning till intensivare jordbruk.

### Vendeltiden (550 e.Kr.–800 e.Kr.)

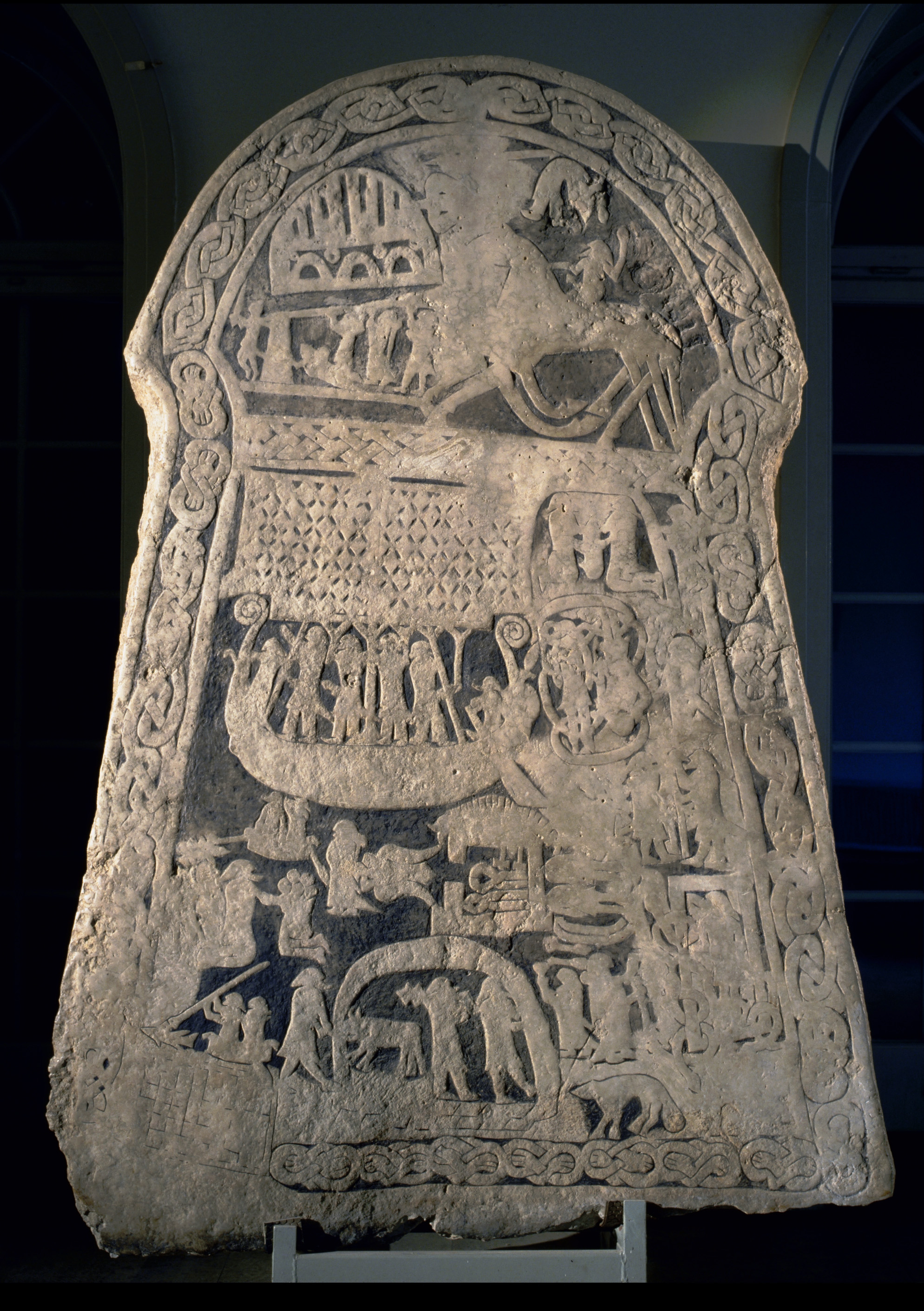
Bildsten daterad 700- till 1000-talet, Gotland.

Vendeltiden är en arkeologisk period i Sveriges förhistoria, namngiven efter de rika fynden från båtgravfältet i Vendel norr om Uppsala.Perioden sträcker sig mellan folkvandringstiden och vikingatiden, alltså år 550 till år 800. Tiden kallas i Norge och Finland Merovingertid och i Danmark Germansk järnålder och omfattar då tiden 400 e. Kr till 800 e.Kr.
Viktiga fynd i Mellansveige innefattar bland annat gravfält och båtgravar från Vendel och Valsgärde norr om Gamla Uppsala, och gravfältet vid Ultuna i Ulleråker strax intill Fyrisån (en halvmil söder om Uppsala). Under vendeltiden ansamlades rikedomar kring stormannafästet vid Gamla Uppsala. Ortens ställning hade förmodligen en maktställning och kontrollerade inkomster från bergsbruk och handel med skinn från Norra Sverige. Skeppen blir allt viktigare i samhället för handel och krigståg och hästarna från vendeltidens Sverige blev omtalade som särskilt goda. Den 16-typiga runraden som de flesta runstenar är skrivna med, ersätter den 24-typiga i hela Skandinavien. Möjligen ett tecken på starka stormän med nära kontakter.
Nordisk familjebok beskriver Uppland och Gotland som rikast på fynd från denna tid. Dekorationskonsten utvecklad ur djurornamentiken beskrivs som det förnämsta, som något folk kan uppvisa. Överraskande för dagens människor är kanske att man anser "att det är medlemmarna af den från Skåne komne Ivar Vidfamnes ätt, som här ligga begrafna" i Vendels båtgrafvar. Orsaken anger man att vapenrika gravar av odensdyrkare inte överensstämmer med ynglingätten vapentomma gravar.

### Vikingatiden (800 e.Kr.–1050 e.Kr.)
Huvudartikel: Vikingatiden
Vikingatiden är namnet på järnålderns sista period. Det är ett unikt nordiskt begrepp, för vad som i andra länder kallas sen järnålder eller tidig medeltid. Benämningen motiveras av den särpräglade kultur som under 700-talet uppstod i Skandinavien. Befolkningen ökade kraftigt samtidigt som skeppsbyggarkonsten utvecklades. Utvecklingen bidrog till de första vikingatågen, det vill ofta säga plundringar som vikingar, båtburna krigare från Skandinavien, utförde på bland annat de brittiska öarna och utmed Europas kuster. Den 8 juni 793 plundrade vikingar klostret Lindisfarne på Englands östkust, en attack som snart följdes av många fler krigståg men sedan också handel och kolonisation. I Östeuropa sökte sig nordbor i stora mängder ned utmed de ryska floderna. De ville nå så nära de rika silverkällorna i de muslimska länderna. De kom som handelsmän, slavhandlare eller blivande väringar, för att bli värvade soldater i den östromerske kejsarens armé och flotta.

Merparten av nordborna under vikingatiden levde ett stillsammare liv som bönder, och torde knappast ha kallat sig vikingar. Genom den bevarade rika litteratur som finns i de isländska handskrifterna från 1100- och 1200-talet samt från runstenarnas texter känner man många detaljer om folkens liv under vikingatiden.

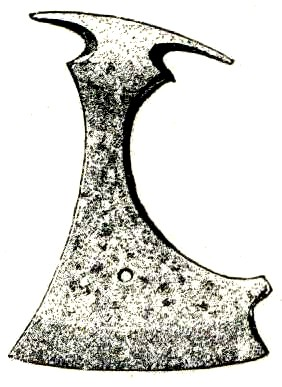
Järnyxa från järnåldern, funnen på Gotland
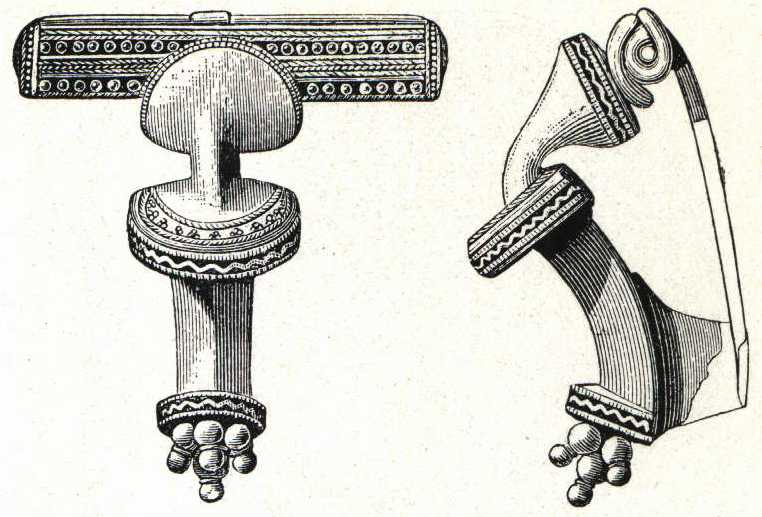
Spänne av brons och silver, från järnåldern, funnet i Västergötland
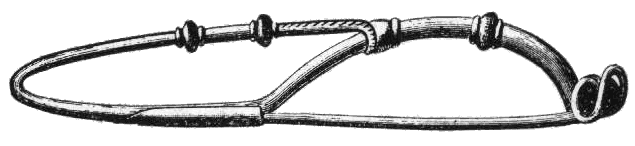
Fibula av järn, från järnåldern, funnen i Bohuslän
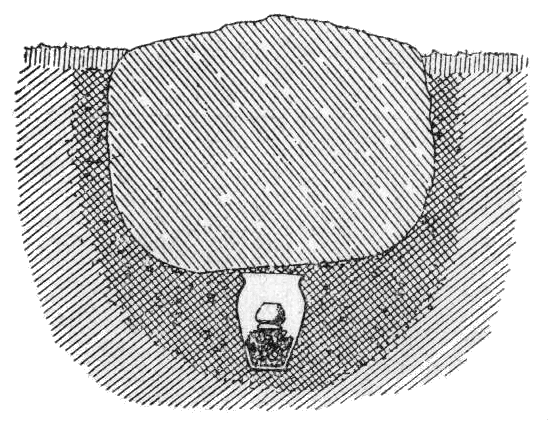
Urnegrav från järnåldern, funnen i Västergötland
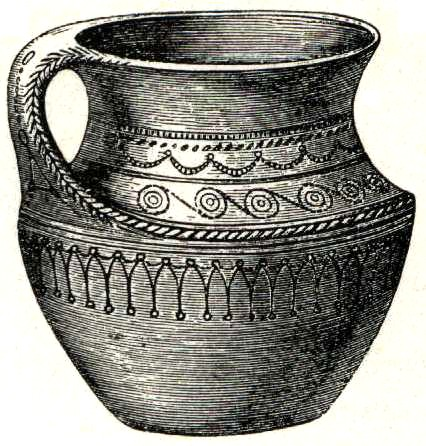
Lerkärl från järnåldern, funnet på Gotland
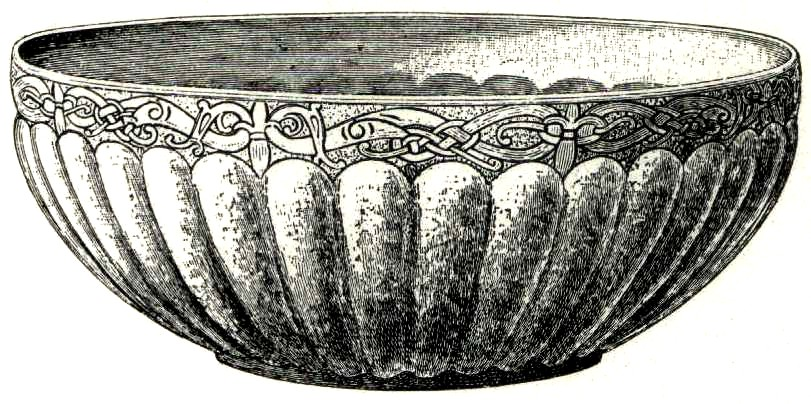
Silverskål med förgylld kant av drakslingor, från järnåldern, funnen på Gotland
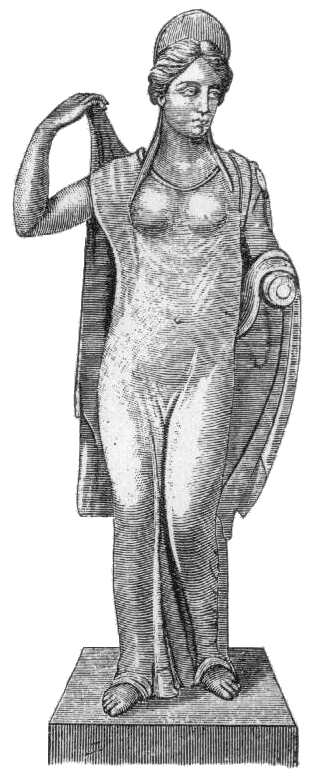
Romersk bronsstatyett från svensk järnålder, funnen på Öland
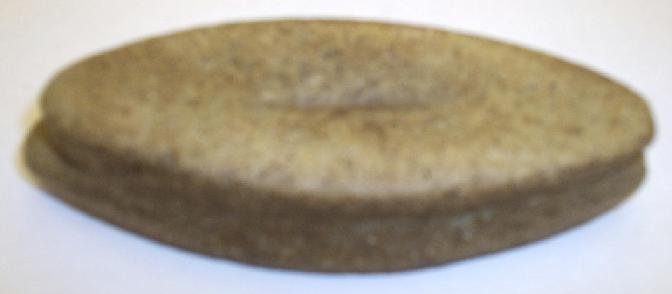
Eldslagningssten av kvarts, från järnåldern